# Apaosha
Apaosha ist der avestische Name des zoroastrischen Dämons der Dürre.
Wie alle anderen Daevas (zoroastrische Dämonen) auch, ist Apaosha der Widersacher eines bestimmten Yazatas, in diesem Fall von Tishtrya, Stellvertreter des Regens. Sowohl in der Avesta wie auch in den Texten der zoroastrischen Tradition (8.–10. Jh.) wird Apaosha als kahles, schwarzes Ross dargestellt, das ab dem heliakischen Aufgang (Aufgang bei Sonnenaufgang) des Sternbildes Sirius (Av. Tishtrya) die Regenzeit zu verhindern versucht. In der Tradition (aber in der Avesta nur angedeutet) wird der bevorstehende Saisonwechsel als ein alljährlicher und 40 Tage andauernde Kampf zwischen dem schwarzen Ross (Apaosha) und dem weißen Schimmel (Tishtrya) beschrieben.
Der Tradition nach findet ein ähnlicher Kampf im Winter statt; in diesem versucht Apaosha (als Frost) das Auftauen der Erde zu verhindern. Auch diese Tradition steht im Zusammenhang mit dem Aufgehen des Hundsterns, hier der akronychische Aufgang (Aufgang bei Sonnenuntergang), der vor 2.500 Jahren am 21–26. Dezember stattfand (siehe hierzu Cambridge History of Iran, Bd. II, S. 787). Bis heute findet das 5. Gahambarfest – einer der sieben heiligsten Tage im zoroastrischen Kalender – am 21. Dezember statt. Im islamischen Iran wurde das 5. Gahambarfest als Fest zur Wintersonnenwende umgedeutet.
Wie alle Konflikte zwischen Gut und Böse, soll auch der zwischen Apaosha und Tishtrya am Ende der Zeit (Fraschokereti, die „Endgültige Erneuerung“) zugunsten des Guten entschieden werden, und Apaosha wird dann endgültig den Tishtyra unterliegen.
Die 40 Tage des im Sommer stattfindenden Kampfes entsprechen den 30 Hundstagen der römisch-europäischen Tradition. Zu ähnlichen mythologisch-astrologischen Verflechtungen wie die zwischen Sirius/Tishtrya und Wasser/Fruchtbarkeit siehe Sirius in Sumer und Mesopotamien sowie Sirius in Ägypten. Einen Einfluss dieser Kulturen auf die zoroastrisch-iranische Kultur (vor allem in astrologisch-kalendarischen Belangen) wird allgemein angenommen.
Im heutigen islamischen Iran besteht die alte Tradition der harten Sommer- und Wintertage in stark veränderter Form und mit sufistischer Deutung. Nur der Name dieser Perioden – chelleh “vierzig” – weist noch auf die vorislamische Tradition, gleichwohl wird keine der beiden Perioden noch als 40-tägig wahrgenommen. Ein Hauch zoroastrischen Tradition wurde im iranischen Kalender von 1925 wiederbelebt, dessen Monat «Tir» (avestisch Tishtrya) wieder im Juli–August liegt, also wieder in etwa den Hundstagen entsprechend. Die Winterperiode wurde ebenfalls ans Solargeschehen geknüpft, beginnend in der Nacht zur Wintersonnenwende (d. h. wird von der allgemeinen iranischen Bevölkerung als solches verstanden), und eingeläutet von einem Fest, das aber weiterhin als Shab-e Chelleh “Nacht der Vierzig (Tage)” bekannt ist.